# Слобозія (Сірецел, Ясси)
Слобозія (рум. Slobozia) — село у повіті Ясси в Румунії. Входить до складу комуни Сірецел.
Село розташоване на відстані 332 км на північ від Бухареста, 69 км на північний захід від Ясс.

## Населення
За даними перепису населення 2002 року у селі проживали 576 осіб, усі — румуни. Усі жителі села рідною мовою назвали румунську.